# ГЕС Летан
ГЕС Летан (乐滩水电站) — гідроелектростанція на півдні Китаю у провінції Гуансі. Знаходячись між ГЕС Bǎilóngtān (вище по течії) та ГЕС Qiáogǒng, входить до складу каскаду на річці Hongshui, яка разом із Qian, Xun та Сі входить до основної течії річкової системи Сіцзян (закінчується в затоці Південнокитайського моря між Гуанчжоу та Гонконгом).
У 1973 році річку перекрили бетонною греблею висотою 62 метри та довжиною 586 метрів, яка утримує водосховище з припустимим коливанням рівня поверхні в операційному режимі між позначками 110 та 112 метрів НРМ.
На початку 1980-х греблю доповнили машинним залом з однією турбіною потужністю 60 МВт, яка використовувала напір у 18,2 метра. А у 2004-му стала до ладу на порядок потужніша друга черга із чотирма турбінами по 150 МВт. За рік станція повинна виробляти 3,5 млрд кВт·год.